# 福爾斯梅特冰川
福爾斯梅特冰川（英語：Foolsmate Glacier）
是南極洲的冰川，位於維多利亞地的斯科特海岸，最終注入普里斯特利冰川，由新西蘭探險隊命名，現時由南極條約體系管理。